# 亜愛一郎
亜 愛一郎（あ あいいちろう）は、泡坂妻夫の推理小説『亜愛一郎シリーズ』に登場する架空の人物。職業は雲、魚、虫、化石等を被写体にした学術系カメラマン。

## 概要
年齢は35歳くらい。独身。背が高く彫りの深い気品のある美貌の持ち主で、そのため初対面の女性にはたいてい好感を持たれる。が、言動にはだいぶおかしなところがあり、しばらく一緒にいると落胆される事もしばしば。
なぜか行く先々で偶然にも殺人事件にでくわす事が多いのだが、いつもさして捜査めいた行為をせずに観察と推察だけで事件の全容を推量し、犯人を突き止めてしまう。そこへ至る思考のプロセスはいつも非常に論理的である。
頭の中で真相にたどりついた時、その事に自分でもショックを受けるのか、それとも思考に集中するとそうなるのかは不明だが、両目そろって白目をむいてしまうという癖がある。

## 作品
発表されている亜愛一郎シリーズの作品は下記の計24編。全て短編であり、『亜愛一郎の狼狽』『亜愛一郎の転倒』『亜愛一郎の逃亡』の3冊に分けられて出版されている。後に、創元推理文庫からも発売された。
- 亜愛一郎の狼狽 （単行本・幻影城・1978年5月刊）
  - DL2号機事件 （幻影城・1976年3月号）
  - 右腕山上空 （幻影城・1976年5月号）
  - 曲った部屋 （幻影城・1976年7月号）
  - 掌上の黄金仮面 （幻影城・1976年12月号）
  - G線上の鼬 （幻影城・1977年1月号）
  - 掘出された童話 （幻影城・1977年3月号）
  - ホロボの神 （幻影城・1977年5月号） - 単行本への収録に際して全面改稿されており、亜愛一郎が現在の事件を解決する、という筋書から、過去の事件を関係者の証言をもとに解決する、という筋書へと変更されている。
  - 黒い霧 （幻影城・1977年7月号）
- 亜愛一郎の転倒 （単行本・角川書店・1982年7月刊）
  - 藁の猫 （幻影城・1977年9月号）
  - 砂蛾家の消失 （幻影城・1977年11月号）
  - 珠洲子の装い （幻影城・1978年11月号）
  - 意外な遺骸 （幻影城・1979年1月号）
  - ねじれた帽子 （幻影城・1979年6月号）
  - 争う四巨頭 （幻影城・1979年7月号）
  - 三郎町路上 （野性時代・1980年2月号）
  - 病人に刃物 （野性時代・1980年6月号）
- 亜愛一郎の逃亡 （単行本・角川書店・1984年12月刊）
  - 赤島砂上 （小説推理・1980年8月号）
  - 球形の楽園 （野性時代・1982年2月号）
  - 歯痛の思い出 （小説推理・1981年6月号）
  - 双頭の蛸 （小説推理・1982年6月号）
  - 飯鉢山山腹 （野性時代・1983年1月号）
  - 赤の讃歌 （月刊カドカワ・1983年6月号）
  - 火事酒屋 （野性時代・1984年1月号）
  - 亜愛一郎の逃亡 （野性時代・1984年7月号）

創元推理文庫版
- 亜愛一郎の狼狽 1994年8月 ISBN 978-4488402143
- 亜愛一郎の転倒 1997年6月 ISBN 978-4488402150
- 亜愛一郎の逃亡 1997年7月 ISBN 978-4488402167

## 海外への翻訳

### 台湾（繁体字）
- 亞愛一郎的狼狽 （2010年1月、獨步文化）
- 亞愛一郎的慌亂 （2010年10月、獨步文化）
- 亞愛一郎的逃亡 （2011年4月、獨步文化）

## テレビドラマ化
2013年にテレビ東京「水曜ミステリー9」枠で、『カメラマン亜愛一郎の迷宮推理』として2時間サスペンスドラマ化された。主演は市川猿之助。

## 補足
- キャラクターの基本形となったのはブラウン神父である[1]。
- 亜愛一郎が初めて登場した『DL2号機事件』は泡坂妻夫の作家デビュー作である。
- 亜愛一郎という一風変わったネーミングは、名探偵一覧（五十音順もしくはアルファベット順）を作った時に最初に挙げられる名前を狙ったものである[2]。
- 全エピソードに、三角形の顔をした小柄な洋装の老婦人が、常に本筋と関係ない形で登場する（シリーズ外の『11枚のとらんぷ』にも登場するが、これは「手違い」だという）。その正体は、亜の正体とともに、最終エピソード「亜愛一郎の逃亡」で明かされる[2]。
- 「掘出された童話」には、暗号化された文章がそれだけでも意味の通る文章になっている（つまり、一見したところ暗号文に見えない）、という換字式暗号が登場するが、暗号文の作成には非常に手間がかかり、執筆時は1日あたり2行しか書けなかったという[3]。
- 亜智一郎という先祖がいる。